# سونيا المرشا
سونيا المرشا (بالإسبانية: Sonia Almarcha) هي ممثلة إسبانية، ولدت في 28 أبريل 1972 في إل باينوس في إسبانيا.

## روابط خارجية
- Sonia Almarcha على موقع IMDb (الإنجليزية)
- Sonia Almarcha على موقع روتن توميتوز (الإنجليزية)
- Sonia Almarcha على موقع ألو سيني (الفرنسية)
- Sonia Almarcha على موقع قاعدة بيانات الفيلم (الإنجليزية)